# Partito Democratico Libero (Repubblica Democratica Tedesca)
Il Partito Democratico Libero (in tedesco: Freie Demokratische Partei)  è stato un partito politico dell'opposizione nella Germania Est. L'appello per la sua formazione fu fatto a Berlino il 25 novembre 1989 dai quei liberali della Germania Est che dubitavano della capacità dell'ex partito di blocco del Partito Liberal-Democratico di Germania di riformarsi. Fu formalmente fondato il 4 febbraio 1990 e il 12 febbraio 1990 si è unito nella Federazione dei Democratici Liberi in vista delle elezioni della Camera del popolo.
Il Partito Democratico Libero della DDR è stato integrato l'11 agosto 1990 nel Partito Liberale Democratico della Germania occidentale.